# Mieczysław Fader
Mieczysław Fader (ur. 6 października 1896 w Skarżysku-Kamiennej, zm. 1940 w Kalininie) – starszy przodownik Policji Państwowej, ofiara zbrodni katyńskiej.

## Życiorys
Urodził się 6 października 1896 w Skarżysku-Kamiennej, w rodzinie Aleksandra i Felicji. Z żoną Jadwigą z Leśkiewiczów i trójką dzieci zamieszkiwali w Starachowicach przy ulicy Kilińskiego. Służbę w Policji Państwowej rozpoczął w 1919, a od 1933 roku pełnił ją w Komendach Powiatowych w Wierzbniku i Starachowicach w stopniu starszego przodownika.
We wrześniu 1939 roku wraz z innymi funkcjonariuszami policji został ewakuowany na kresy wschodnie, a w trakcie ewakuacji pełnił funkcję komendanta grupy ewakuacyjnej. Po napaści Związku Sowieckiego na Polskę i kapitulacji znalazł się w niewoli sowieckiej – początkowo jako jeniec obozu w Starobielsku, następnie przeniesiony do obozu w Ostaszkowie.
Wiosną 1940 roku został przewieziony do Tweru (wówczas Kalinin) i tam zamordowany wraz z blisko 6300 innymi funkcjonariuszami Policji Państwowej, Korpusu Ochrony Pogranicza, Żandarmerii Wojskowej oraz Straży Więziennej, przetrzymywanymi w obozie w Ostaszkowie. Ciało zostało pogrzebane w jednej z wielu zbiorowych mogił nieopodal miejscowości Miednoje, obecnie pochowany na Polskim Cmentarzu Wojennym w Miednoje.
Postanowieniem nr 112-52-07 Prezydenta RP Lecha Kaczyńskiego z 5 października 2007 został awansowany pośmiertnie na stopień aspiranta Policji Państwowej. Awans został ogłoszony 10 listopada 2007 w Warszawie, w trakcie uroczystości „Katyń Pamiętamy – Uczcijmy Pamięć Bohaterów”.

## Odznaczenia i upamiętnienia
Odznaczony pośmiertnie Krzyżem Kampanii Wrześniowej 1939 roku zarządzeniem Ministra Spraw Wojskowych rządu emigracyjnego w Londynie z dnia 1 stycznia 1986 roku.
Jego nazwisko upamiętnia tablica w hołdzie oficerom Wojska Polskiego i Policji Państwowej – ofiarom Katynia znajdująca się w kościele parafialnym pw. Świętej Trójcy przy ulicy Kościelnej w Starachowicach, imienna tablica w bazylice Matki Bożej Ostrobramskiej w Skarżysku-Kamiennej oraz pomnik w hołdzie ofiarom zbrodni katyńskiej 1940 r. w Starachowicach. Jest również jednym z 11 oficerów upamiętnionych Dębami Pamięci zasadzonymi w 2010 w Skarżysku-Kamiennej.